# Affo Erassa
Affo Omorou Erassa (Lomé, 1983. február 19.  – ) togói válogatott labdarúgó. 

## Pályafutása

### Klubcsapatokban
Loméban született, Togóban. 2001 és 2004 között a togói AC Merlan játékosa volt. 2004–05-ben a Clermont, 2005–06-ban az AS Moulins, 2006–07-ben az RCO Agde együttesében játszott Franciaországban. 2009-től 2017-ig a Belfort Sud játékosa volt.

### A válogatottban
2000 és 2006 között 18 alkalommal szerepelt a togói válogatottban és 1 gólt szerzett. Részt vett a 2006-os világbajnokságon, de nem kapott lehetőséget egyik csoportmérkőzésen sem.